# Kostas Dzokas
Kostas Dzokas, Konstantinos Tzokas – polski muzyk pochodzenia greckiego, kompozytor, aranżer i producent muzyczny.

## Życiorys
Urodził się w Grecji. W latach 50 XX w. jako młody chłopak wyemigrował z rodziną z ogarniętej wojną domową Grecji do Polski. Studiując na Politechnice Szczecińskiej, działał w różnych greckich zespołach amatorskich. W roku 1970 założył i zorganizował reprezentacyjny ogólnopolski zespół folkloru greckiego Hellen (pl. Grek). Zespół muzyczny z czasem zdobył ogromną popularność. Działając prawie pięć lat, dał setki koncertów w całej Polsce i za granicą. W zespole swoją karierę rozpoczynał grecki śpiewak Paulos Raptis. W 1975 r., po rozwiązaniu zespołu Hellen, Kostas Dzokas utworzył drugi zespół Prometheus, który, podobnie jak Hellen, grał muzykę i śpiewał na nutę grecką. W tym samym roku zaangażował do zespołu wówczas nieznaną dziewiętnastoletnią dziewczynę greckiego pochodzenia imieniem Eleni. W 1980 r. Kostas Dzokas rozwiązał zespół Prometheus, koncentrując się na wsparciu solowej kariery młodej gwiazdy Eleni, stając się jej opiekunem artystycznym. Skomponował też jej pierwsze przeboje, m.in.: „Po słonecznej stronie życia”, „Miłość jak wino”, „Nie myśl co będzie jutro”, „Na miłość nie ma rady” czy „Dyskoteka jak ze snu”.
Kostas Dzokas jest kompozytorem większości piosenek Eleni. Jest szwagrem artystki.